# Hyalomma
Genre
Synonymes
- Nyalommasta Schulze, 1930
- Euhyalomma Filippova, 1984
- Delpyiella Dias, 1955
- Hyalommina Schulze, 1919

Hyalomma est un genre de tiques de la famille des Ixodidae.

## Liste des espèces
Selon Guglielmone & al., 2010 :
- Hyalomma aegyptium (Linnaeus, 1758)
- Hyalomma albiparmatum Schulze, 1919
- Hyalomma anatolicum Koch, 1844
- Hyalomma arabica Pegram, Hoogstraal & Wassef, 1982
- Hyalomma asiaticum Schulze & Schlottke, 1930
- Hyalomma brevipunctata Sharif, 1928
- Hyalomma dromedarii Koch, 1844
- Hyalomma excavatum Koch, 1844
- Hyalomma franchinii Tonelli-Rondelli, 1932
- Hyalomma glabrum Delpy, 1949
- Hyalomma hussaini Sharif, 1928
- Hyalomma hystricis Dhanda & Raja, 1974
- Hyalomma impeltatum Schulze & Schlottke, 1930
- Hyalomma impressum Koch, 1844
- Hyalomma isaaci Sharif, 1928
- Hyalomma kumari Sharif, 1928
- Hyalomma lusitanicum Koch, 1844
- Hyalomma marginatum Koch, 1844
- Hyalomma nitidum Schulze, 1919
- Hyalomma punt Hoogstraal, Kaiser & Pedersen, 1969
- Hyalomma rhipicephaloides Neumann, 1901
- Hyalomma rufipes Koch, 1844
- Hyalomma schulzei Olenev, 1931
- Hyalomma scupense Schulze, 1919[2]
- Hyalomma somalicum Tonelli-Rondelli, 1935
- Hyalomma truncatum Koch, 1844
- Hyalomma turanicum Pomerantzev, 1946

## Taxonomie
Le nom valide complet (avec auteur) de ce taxon est Hyalomma C.L.Koch, 1844.
Hyalomma a pour synonymes :
- Delpyiella Dias, 1955
- Euhyalomma Filippova, 1984
- Hyalomma bubi Sharma, 1993
- Hyalommina Schulze, 1919
- Nyalommasta Schulze, 1930

## Enjeux écoépidémiologiques et de santé publique
Les Hyalomma sont considérées comme en extension (densité croissante de population) sur une partie de leur aire de répartition qui semble elle-même s'étendre depuis la fin du XXe siècle (Hyalomma lusitanicum trouvée sur un cheval près de Stuttgart en 2005, ou sur des vêtements dans le sud de l'Allemagne en 2006, H. marginatum et H. m. rufipes trouvées sur des chevaux aux Pays-Bas. En France, H. lusitanicum était présente dans le delta du Rhône, mais semble selon Rageau et Mouchet (1970) avoir fortement régressé après les épidémies de myxomatose. Morel en 1959 estimait que H. m. marginatum était possiblement présente dans le Sud-Ouest, mais qu'elle était bien présente en Corse. Les autres espèces d'Hyalomma semblent occasionnelles. L'augmentation de l'aire de cette espèce préoccupe les épidémiologistes et écoépidémiologues car les tiques du genre Hyalomma sont vectrices de maladies ou zoonoses dont notamment ;
- rickettsioses[5] (en Corse y compris[6])
- virus de la fièvre hémorragique de Crimée-Congo (FHCC). Selon l'Institut de recherche pour le développement, les pullulations de tiques Hyalomma constatées dans l'hémisphère nord depuis quelques décennies semblent toujours liées aux actions humaines[7] et peut-être exacerbées par des hivers et printemps plus doux et par l'importation régulière par des oiseaux d'espèces de Hyalomma en Europe occidentale à partir de l'Afrique ou de la Turquie.

En Crimée, c'est une pullulation du lièvre, dont la chasse avait été interdite alors que ses prédateurs naturels avaient été pourchassés, qui a permis une explosion démographique des tiques et la diffusion du virus. L'épidémie a cessé après que la plupart des lièvres furent morts (du virus et/ou de conditions météo très défavorables).
En Astrakhan, la maladie est endémique et en extension depuis que les tiques Hyalomma marginatum ont bénéficié de la régulation du cours de la Volga. La canalisation du fleuve a supprimé ou diminué ses crues, qui inondaient les vallées en y noyant et régulant les populations de tiques.
Le virus semble s'être adapté aux conditions difficiles du Nord-Est de la Sibérie.
Le drainage des forêts, et leur déshydratation par les routes qui les traversent et par les coupes rases, combinés au réchauffement climatique pourraient donc aussi exacerber la circulation des tiques et les "chances" qu'elles ont de contacter de nouvelles espèces réservoir et d'ainsi étendre les zones où la maladie est endémique.
En 2023, l'Anses publie une analyse des risques pour la santé humaine et animale liée aux tiques du genre Hyalomma présente en France et conseille à un renforcement de la surveillance à l'échelle nationale,.

## Publication originale
- C. L. Koch, 1844 : Systematische Übersicht über die Ordnung der Zecken. Archiv Für Naturgeschichte, Berlin, vol. 10, p. 217–239 (texte intégral).